# Großosida
Großosida is een plaats in de Duitse gemeente Bergisdorf, deelstaat Saksen-Anhalt, en telt 98 inwoners (2007).